# Перуанская коммунистическая партия (марксистско-ленинская)
Перуанская коммунистическая партия (марксистско-ленинская) (исп. Partido Comunista Peruano (Marxista–Leninista), PCP(m-l)), — коммунистическая партия в Перу. Первоначально возникла в 1964 году как маоистский откол от Перуанской коммунистической партии, однако после Албано-китайского раскола партия перешла на ходжаистские позиции.
Коммунистическая партия Перу (марксистско-ленинская) не имеет официальной регистрации.

## История
В 1960-х годах в Латинской Америке был рост повстанческих движений. На фоне этого, а также на фоне Советско-китайского раскола, ожесточились дебаты внутри Перуанской коммунистической партии о характеристике процесса восстания, должно ли оно основываться на войне, развернувшейся в сельской местности, повторяя китайский опыт гражданской войны в Китае. Разрешение спора должно было произойти на IV съезде партии, однако руководство партии откладывало её проведение. В январе 1964 года про-китайская фракция ПКП созвала собственный съезд (этот и далее ведут отсчёт от первого съезда ПКП) на середину 1964 года, тем самым порвав с руководством компартии. Новая партия взяла название Перуанская коммунистическая партия — Красное знамя (или Красный флаг) (исп. Partido Comunista Peruano – Bandera Roja). Изначально партию возглавляли Сатурнино Паредес, Хосе Сотомайор и Абимаэль Гусман. К партии также присоединилось большинство молодёжи ПКП.
Внутри ПКП—КЗ проходила дискуссия об определении режима президента Белаунде.
Политика Большого скачка Мао Цзэдуна завершилась неудачей и положение Мао в Компартии Китая пошатнулось и он не был избран на роль Председателя КНР. Для восстановления своих позиций, в 1966 году Мао развернул Культурную революцию, в рамках которой была объявлена «борьба с ревизионизмом».
На V съезде ПКП—КЗ Сатурнино Паредес получил контроль над партией, а Хосе Сотомайор со сторонниками были исключены. Вскоре Сотомайор создал собственную партию, названную Коммунистическая (марксистско-ленинская) партия Перу. В 1976 году эта партия прекратила своё существование, заявив, что революционная организация рабочего класса не может быть построена на основе маоизма. Сотомайор, который позже перешёл на сторону Москвы, утверждал, что фракция Паредеса и его группа были «грубой трансплантацией китайского опыта, возникшего в результате их Второй гражданской войны за независимость».
В январе 1968 года в ПКП—Красное знамя оформилась группа молодых маоистов «Чинг Канг», проходивших подготовку в Китае. Группа фактически отделилась от руководства Паредеса и заявила о взятии управления партией, взяв себе название Национальной организационной комиссии.
В октябре 1968 года правительство Белаунде Терри, считавшееся буржуазным и про-империалистическим, было свергнуто в результате военного переворота, и к власти пришло Революционное правительство Вооруженных сил под руководством националиста Хуана Веласко. По этому поводу вновь начались внутрипартийные дебаты. Часть членов партии считала новый режим фашистским, другая часть буржуазным реформистским. В этом конфликте Комитет Аякучо, возглавляемый Абимаэлем Гусманом, согласился с первой характеристикой и начал активную оппозицию политике хунты.
В марте 1969 года Национальная организационная комиссия, контролируемая группой «Чинг Канг», созвала VI съезд. К НОК присоединились региональный комитет Ика и Военно-политический комитет «Красное отечество». На съезде противники Передеса были исключены. Фактически произошёл раскол и в 1970 году была создана новая партия, взявшая себе название Коммунистическая партия Перу — Красное Отечество (исп. Partido Comunista del Perú – Patria Roja).
Коммунистическая партия Перу — Красное знамя приняла линию действий по переброске боевиков в сельскую местность для начала вооруженной борьбы против военной диктатуры с целью захвата власти в соответствии с соглашениями, заключенными на Пятом съезде. Однако, судя по всему, эта линия не исполнялась всерьёз центральным аппаратом партии.
В 1969 году ПКП—КЗ возглавила восстания в Уанте и Аякучо через Фронт обороны Аякучо.
15 января 1970 года Абимаэль Гусман направил письмо Сатурнино Передесу, в котором поставил под сомнение его лидерство в партии и призвал его «совершить серьезный поворот», отправившись в сельскую местность для восстановления партии. В феврале 1970 года состоялся Второй пленум Центрального комитета Красного знамени, на котором присутствовали представители нескольких региональных отделений партии, а также представители Крестьянской конфедерации и представители Революционного студенческого фронта. На пленуме состоялись прения между Передесом и Гусманом. В партии вновь произошёл значительный раскол. В 1971 году Гусман основал Коммунистическую партию Перу — За сияющий путь Хосе Карлоса Мариатеги (исп. Partido Comunista del Perú – por el Sendero Luminoso de José Carlos Mariátegui), более известную сегодня как Сияющий путь (исп. Sendero Luminoso). Впоследствии Паредес стал единоличным лидером «Красного знамени» и переименовал партию в Перуанскую коммунистическую партию (марксистско-ленинскую).
После Албано-китайского раскола партия поддержала Албанскую партию труда и встала на ходжаистские позиции.
В 1978 году ПКП(мл) участвовала в выборах в Конституционное собрание Перу в коалиции «Рабочий, крестьянский, студенческий и народный фронт» (исп. Frente Obrero Campesino Estudiantil y Popular, FOCEP). Коалиция была основана в 1977 году вокруг журналиста и рабочего активиста Хенаро Ледесмы. В нее также вошли Социалистическая рабочая партия и Революционная марксистская рабочая партия. На выборах Фронт получил больше 12 % голосов и двенадцать мандатов из ста, одним из избранных стал Сатурнино Передес.
ПКП(мл) оказала влияние на забастовку горняков 1988 года.
В июле 2019 года ПКП(мл) приняла участие во Встрече марксистско-ленинских партий и организаций Латинской Америки и Карибского бассейна, организованной Международной конференцией марксистско-ленинских партий и организаций (ICMLPO).
Партия считает датой своего основания 7 октября 1928 года, когда Хосе Карлос Мариатеги основал Перуанскую социалистическую партию, в 1930 году переименованную в Коммунистическую.
ПКП(мл) возглавляла несколько фракций Крестьянской конфедерации Перу. В семидесятые годы в эту организацию входили до четверти миллиона крестьян и сельскохозяйственных рабочих. Группы Конфедерации вели борьбу за захват земель.